# 小行星2009
小行星2009（2009 Voloshina）是一颗围绕太阳公转的小行星。1968年10月22日，塔瑪拉·斯米爾諾娃在克里米亚发现了此天体。
該小行星以俄羅斯游擊隊員薇拉·沃洛欣娜命名。
这颗小行星的绝对星等为6.456939126773628等。